# Loi sur l'immigration et la protection des réfugiés
La Loi sur l'immigration et la protection des réfugiés (anglais : Immigration and Refugee Protection Act ou IRPA Act)  est le document législatif régularisant l'entrée des étrangers au Canada en qualité de résident temporaire, étudiant, travailleur, immigrant, personne protégée, etc.  Elle fut adoptée en 2001 par le Parlement du Canada, alors sous contrôle du parti libéral, et son entrée en vigueur fut fixée au 28 juin 2002.  Elle est administrée par Immigration, Réfugiés et Citoyenneté Canada. L'Agence des services frontaliers du Canada est responsable pour l'application des régulations concernant l'immigration, incluant l'enlèvement des personnes présentes au pays illégalement.

## Controverses
La partie de la Loi traitant de section d'appel pour réfugiés a été adoptée par le Gouverneur général et s'applique maintenant. Les décisions concernant l'immigration peuvent toujours être portées en appel devant la SAI. Il est également possible d'instruire une demande de contrôle judiciaire devant la Cour fédéral. Celle-ci se fera sur permission d'en appeler et n'est donc pas de plein droit.